# Бобслей на зимните олимпийски игри 2010
Състезанията по бобслей на зимните олимпийски игри през 2010 г. се провеждат в олимпийския център за пързаляне в Уислър.
На олимпийските игри в Торино през 2006 г. титлите и в трите дисциплини печелят немски отбори. 
Както и на състезанията по спортни шейни, състезанията по бобслей са съпътствани от много катастрофи, включително на един от фаворитите Беат Хефти от Швейцария. 

## Дисциплини

### Двойки мъже
Състезанието на двойките мъже се провежда на 20 и 21 февруари 2010. Първите две места печелят немските двойки Ланге / Куске и Флоршюц / Адей. Бронзовите медали печелят руснаците Зубков / Войвода. Това е четвърта олимпийска титла за Ланге, с която той става най-успешният състезател по бобслей на олимпийски игри. 
| Място | Име                                 | Държава  | Време   | Бележки |
| ----- | ----------------------------------- | -------- | ------- | ------- |
| 01    | Андре Ланге / Кевин Куске           | Германия | 3:26.65 |         |
| 02    | Томас Флоршюц / Рихард Адей         | Германия | 3:26.87 |         |
| 03    | Александър Зубков / Алексей Войвода | Русия    | 3:27.51 |         |

### Двойки жени
Състезанието при двойките жени се провежда на 23 и 24 февруари 2010. Първите две места заемат канадските двойки Хъмфрис / Мойс и Ъпъртън / Браун. Бронзовите медали печели американската двойка Пак / Мейерс. Двойката на олимпийската шампионка от Торино 2006 Сандра Кириасис от Германия завършва четвърта. 
| Място | Име                           | Държава | Време   | Бележки |
| ----- | ----------------------------- | ------- | ------- | ------- |
| 01    | Кейли Хъмфрис / Хийтър Мойс   | Канада  | 3:32.28 |         |
| 02    | Хелън Ъпъртън / Шели-Ан Браун | Канада  | 3:33.13 |         |
| 03    | Ерин Пак / Елана Мейерс       | САЩ     | 3:33.40 |         |

### Четворки мъже
Състезанието при четворките мъже се провежда на 26 и 27 февруари 2010. Печели американският отбор с водач Стивън Холкомб пред немците начело с Андре Ланге, олимпийски шампиони от последните две Олимпиади, и канадците с водач Линдън Ръш. Това е първи златен медал в бобслея четворки за САЩ от 1948 г. 
В първите две спускания общо шест екипажа катастрофират в 13-ия завой на пистата. 
| Място | Име                                                        | Държава  | Време   | Бележки |
| ----- | ---------------------------------------------------------- | -------- | ------- | ------- |
| 01    | Стивън Холкомб Стийв Меслър Къртис Томашевич Джъстин Олсен | САЩ      | 3:24.46 |         |
| 02    | Андре Ланге Кевин Куске Александер Рьодигер Мартин Путце   | Германия | +0.38   |         |
| 03    | Линдън Ръш Дейвид Бисет Ласел Браун Крис ле Биън           | Канада   | +0.39   |         |